# Douglas Robinson
Pour les articles homonymes, voir Robinson.
Douglas Francis Robinson, né le 12 août 1864 à Plymouth (Montserrat) et mort le 19 janvier 1937 à Dalston, est un joueur britannique de cricket  des années 1900, qui a représenté la France lors des Jeux olympiques d'été de 1900 à Paris.

## Biographie
Douglas Robinson participe à l'unique match de cricket aux Jeux olympiques en 1900 à Paris. La France, représentée par l'équipe du Standard Athletic Club, est battue par l'Angleterre et remporte donc la médaille d'argent. 